# Idaea solida
Idaea solida är en fjärilsart som beskrevs av Louis Beethoven Prout 1935. Idaea solida ingår i släktet Idaea och familjen mätare. Inga underarter finns listade i Catalogue of Life.